# Noropithecus
Noropithecus — це вимерла мавпа Старого Світу, знайдена в ранньоміоценових утвореннях Булука, Кенія. Відомий по фрагменту правої нижньої щелепи. Вважається, що він був деревним і всеїдним.